# Eisenbahnunfall von Lewisham (1857)
Dieser Eisenbahnunfall von Lewisham war ein Auffahrunfall am 28. Juni 1857 im Bahnhof Lewisham, im gleichnamigen Londoner Stadtteil. Dabei starben 12 Menschen.

## Ausgangslage
Der Unfall ereignete sich auf der Strecke von Strood nach London. Der vor dem Bahnhof Lewisham gelegene Bahnhof war Blackheath. Die Strecke war erst ein Jahr zuvor von der South Eastern Railway eröffnet worden. Die spätere Unfallstelle lag im Osten des Bahnhofs. Hier war die Einfahrt durch ein Einfahrsignal gesichert, das knapp 200 Meter vor der Osteinfahrt stand. Die Strecke selbst war mit einem Signalsystem ausgerüstet, das aber keine Abhängigkeit zwischen der Anzeige und dem Fahrweg aufwies. Es handelte sich um Klingelsignale, die anzeigten, ob ein Streckenabschnitt frei war.
Ein Zug aus Strood war mit einer Verspätung von 15 Minuten zum Bahnhof Lewisham unterwegs. Der Zug hatte 14 Wagen. Um 21:15 Uhr kam er vor dem Einfahrsignal zum Stehen, weil es „Halt“ zeigte. Der Zugführer nahm sich eine Signallampe mit rotem Licht und begab sich an das Ende des Zuges, um es damit gegen nachfolgende Züge zu sichern.

## Unfallhergang
Dem vor dem „Halt“ zeigenden Signal stehenden Zug folgte ein zweiter, da – vermutlich durch einen technischen Defekt – die Klingel in Blackheath „Strecke frei“ signalisiert hatte, obwohl der Fahrdienstleiter in Lewisham ein entsprechendes Signal nie abgegeben hatte. Da die abgegebenen Signale aufgezeichnet wurden, konnte dies später eindeutig nachgewiesen werden. So begab sich der Folgezug auf die Strecke. Der Zugführer des haltenden Zuges hörte, als er sich an den Zugschluss begab, bereits den sich nähernden Folgezug. Er rannte ihm entgegen, um ihn zu warnen, schwenkte die Lampe und blies auch eine Signalpfeife. Das allerdings nahm das Lokpersonal des sich nähernden Zuges nicht wahr, jedoch dessen beide Bremser. Sie zogen die von ihnen bedienten Bremsen an, was die Geschwindigkeit des Zuges wohl etwas herabsetzte, aber bei weitem nicht ausreichte, ihn rechtzeitig zum Stehen zu bringen.
Als die Lokomotive mit etwa 30 km/h auf den stehenden Zug aufprallte, schob sie dessen letzten Wagen, einen Gepäckwagen, in den davor laufenden, stark besetzten Personenwagen.

## Folgen
12 Menschen starben, 62 weitere wurden verletzt. Das Zugpersonal der Lokomotive des auffahrenden Zuges, Lokomotivführer und Heizer, wurden wegen fahrlässiger Tötung angeklagt.

## Wissenswert
Am 4. Dezember 1957 ereignete sich ein weiterer schwerer Unfall im Bahnhof Lewisham.